# Zoran Erceg
Zoran Erceg (serbisch-kyrillisch Зоран Ерцег; * 11. Januar 1985 in Pakrac, SR Kroatien) ist ein ehemaliger serbischer Basketballspieler. Nach dem Karrierebeginn in seiner serbischen Heimat spielte Erceg in Griechenland und der Türkei sowie ein Jahr bei ZSKA Moskau in Russland. Der serbische Nationalspieler gewann mit seinen Vereinsmannschaften die internationalen Wettbewerbe EuroChallenge 2012, die VTB United League 2013 und die ABA-Liga 2004. Erceg wurde russischer und türkischer Meister, er gewann des Weiteren die Pokalwettbewerbe in Serbien und Montenegro, Griechenland und der Türkei.

## Karriere
Erceg wechselte 2003 in die serbische Hauptstadt zum FMP Železnik, der damals unter dem Sponsorennamen Reflex antrat. In der Saison 2003/04 gewann man den serbisch-montenegrinischen Pokalwettbewerb und wurde Vizemeister. Ein Jahr später gewann Erceg mit dem Verein 2004 den Titel in der ABA-Liga und 2005 erneut den Pokalwettbewerb von Serbien und Montenegro. In der Saison 2005/06 wurde er zum Saisonende an den KK Borac Čačak ausgeliehen, während seine Mannschaftskameraden erneut die ABA-Liga gewannen. Nach Ercegs Rückkehr zu FMP Železnik zog man in der Saison 2006/07 als Titelverteidiger erneut in die diesmal als Finalserie ausgespielte Meisterschaftsentscheidung der ABA-Liga ein, doch unterlag in zwei Spielen in einer Vorjahres-Finalrevanche dem Lokalrivalen KK Partizan Belgrad. Trotz der Niederlage wurde Erceg als bester Spieler des zweiten Finalspiels ausgezeichnet und durfte im anschließenden Sommer erstmals mit der serbischen Nationalmannschaft an einer Endrunde teilnehmen. In der ersten Endrunde seit der Trennung von Montenegro enttäuschte die serbische Auswahl jedoch und verlor bei der EM-Endrunde 2007 alle drei Vorrundenspiele.
2008 bekam Erceg einen Fünfjahresvertrag beim griechischen Spitzenklub Olympiakos Piräus in der A1 Ethniki. Mit der Mannschaft zog er 2009 in das „Final Four“ des höchsten europäischen Vereinswettbewerbs EuroLeague ein, in dem man jedoch im Halbfinale dem griechischen Erzrivalen Panathinaikos Athen und im „kleinen Finale“ dem FC Barcelona unterlag. Auch in der Endspielserie der griechischen Meisterschaft konnte man Serienmeister Panathinaikos nicht aufhalten. In der Saison 2009/10 wurde Erceg an Panionios Athen ausgeliehen, das auf dem achten Platz der Meisterschaft gerade noch den Einzug in die Meisterschafts-Play-offs erreichte, in denen es in der ersten Runde deutlich unterlegen gegen Titelverteidiger Panathinaikos ausschied. Anschließend kehrte Erceg zu Olympiakos zurück, das ungeschlagen die Hauptrunde der griechischen Meisterschaft in der Saison 2010/11 auf dem ersten Platz beendete. Ebenfalls ungeschlagen erreichte man in den Play-offs auch die Finalserie gegen Titelverteidiger Panathinaikos, in der man jedoch den Heimvorteil genauso wenig wie im Viertelfinale der EuroLeague 2010/11 nutzte und drei Niederlagen in vier Spielen kassierte. Zumindest den Titel im griechischen Pokalwettbewerb verteidigte man erfolgreich. Anschließend wurde Ercegs Vertrag beendet, er wechselte in die Türkei.
In der Saison 2011/12 spielte Erceg für Beşiktaş JK Milangaz aus Istanbul in der Türkiye Basketbol Ligi. Zusammen mit Carlos Arroyo und Pops Mensah-Bonsu war er eine der Hauptfiguren beim erst zweiten Titelgewinn einer türkischen Vereinsmannschaft in einem europäischen Wettbewerb. Beim 91:86-Endspielsieg über Élan Chalon bestimmte er mit 25 Punkten und 15 Rebounds das Geschehen in Korbnähe zusammen mit Mensah-Bonsu, der 26 Punkte und 20 Rebounds beisteuerte und zum „Most Valuable Player“ des Endspiels ernannt wurde. Auch im türkischen Pokalwettbewerb und Meisterschaft war die Mannschaft nicht aufzuhalten und holte ein Triple. Es war der erst zweite Meisterschaftsgewinn in der Geschichte der Beşiktaş-Basketballmannschaft und der erste seit 1975.
In der Saison 2012/13 spielte Erceg für den russischen Serienmeister ZSKA Moskau, bei dem er nach einer Achillessehnenverletzung zu Saisonbeginn für mehrere Monate ausfiel. Während man die Titel des russischen Meisters in der PBL und in der osteuropäischen VTB United League erfolgreich verteidigte, scheiterte man 2013 in einer Neuauflage des Vorjahresendspiels im Halbfinale der EuroLeague an Ercegs ehemaligen Verein und Titelverteidiger Olympiakos Piräus. Zur Saison 2013/14 kehrte Erceg nach Istanbul zu Trainer Ergin Ataman zurück, der nach dem Titelgewinnen mit Beşiktaş jedoch Trainer des Lokalrivalen Galatasaray SK geworden war. Ataman hatte bereits in der Vorsaison Arroyo zu Galatasaray gelotst und mit der Mannschaft die türkische Meisterschaft 2013 gewonnen. Nachdem Lokalrivale Fenerbahçe Ülker mit Panathinaikos’ ehemaligem Erfolgstrainer Željko Obradović stark „aufgerüstet“ hatte, verpflichtete man zu Beginn der Saison 2013/14 auch noch mit Mensah-Bonsu den dritten Protagonisten des Triplesiegers von 2012. In seinen beiden Spieljahren bei Galatasaray war Erceg ein Leistungsträger der Mannschaft, erzielte in der türkischen Liga 11,3 (2013/14) beziehungsweise 14,3 (2014/15) Punkte je Begegnung.